# Curumaní (ort)
Curumaní är en ort i Colombia.   Den ligger i departementet Cesar, i den norra delen av landet, 500 km norr om huvudstaden Bogotá. Curumaní ligger 59 meter över havet och antalet invånare är 22 084.
Terrängen runt Curumaní är varierad. Runt Curumaní är det ganska tätbefolkat, med 52 invånare per kvadratkilometer. Curumaní är det största samhället i trakten. Omgivningarna runt Curumaní är huvudsakligen savann.